# Wilhelm Friedrich Karl Heinrich von Bentinck und Waldeck-Limpurg
Wilhelm Friedrich Karl Heinrich Graf von Bentinck und Waldeck-Limpurg (* 22. Juni 1880 in London; † 29. Dezember 1958) war ein württembergischer Standesherr und Landtagsabgeordneter.

## Leben
Wilhelms Eltern waren Wilhelm Karl Philipp Otto Graf von Bentinck und dessen Frau Marie Cornelias Freiin von Heeckeren-Wassenaer. Wilhelm Friedrich Karl Heinrich von Bentinck war Graf von Aldenburg, Herr der freien Standesherrschaft Knyphausen und Edler Herr zu Varel, zu Middachten, Gaildorf etc. Von 1913 bis 1918 war er Mitglied der Württembergischen Kammer der Standesherren, der Ersten Kammer des Württembergischen Landtags. 1924 wurde er in den niederländischen Adel aufgenommen.